# L'Anton, el seu amic i la revolució russa
L'Anton, el seu amic i la revolució russa és una pel·lícula dramàtica de 2019 dirigida per Zaza Urushadze. S'ha doblat al català.

## Sinopsi
Ambientat el 1919 a Ucraïna, el film narra la història de dos nens, un de cristià i un de jueu, l'amistat del qual aconsegueix sobreposar-se als prejudicis, l'odi i el pas del temps en la devastació d'Ucraïna per la Revolució Russa i la Primera Guerra Mundial.

## Repartiment
- Natalia Ryumina com a Christina
- Juozas Budraitis com a Iakiv de gran
- Vaiva Mainelytė com a Emma de gran
- Regimantas Adomaitis com a Anton de gran
- Simson Bubbel com a Karl
- Oleh Simonenko com a Troiski